# Botaurus pinnatus
El avetoro mirasol, avetoro neotropical o mirasol grande (Botaurus pinnatus) es una especie de ave pelecaniforme de la familia Ardeidae propia las regiones tropicales de América. Al igual que los otros avetoros del género Botaurus, su plumaje es principalmente de color marrón claro con un patrón veteado de manchas pardas críptico. Aunque es una especie que ocupa una gran extensión, es raro avistarla, probablemente debido a su carácter discreto.

## Descripción
El mirasol grande es una garza de gran tamaño. Mide entre 63.5 y 76 cm de largo y pesa alrededor de 800 g. Ambos sexos poseen un plumaje similar, pero las hembras suelen ser más pequeñas que los machos y tienen cola de color marrón en vez de negro.
Tanto los adultos como los pichones son, por lo general, de color beige y están muy marcados con distintos patrones crípticos. Los pichones suelen presentar un tono más rojizo. El cuello es blanco, la parte trasera del mismo es también blanca pero con líneas de color castaño claro, y el resto del cuello es amarillento con manchas negras. El pecho y el vientre son blancos con amplias líneas pardas, mientras que la espalda es beige con negro. Las alas extendidas son negras en los machos y marrones en las hembras; las alas cerradas, de color gris, contribuyen a crear un efecto bicolor durante el vuelo. 
El pico es firme y fuerte, mayormente amarillo, y la mandíbula es más oscura en su parte superior. El resto de la piel de su cara también presenta una coloración amarilla brillante, con una línea marrón que parte de la frente. Las patas son verde amarillentas, y el iris es amarillo.

## Subespecies
Actualmente, se conocen dos subespecies de esta ave, ambas habitantes de América Central:
- Botaurus pinnatus caribaeus Dickerman, 1961 – este de México, Belice y (raramente) Guatemala.

Posee un pico más largo, alas y cola más cortas y cuello más pálido.
- Botaurus pinnatus pinnatus (Wagler, 1829) – desde el sudeste de Nicaragua hasta Ecuador y las Guyanas,  Brasil, Paraguay, noreste de Argentina y Uruguay.

Tiene pico más corto, alas y cola más largos y cuello más oscuro.

## Distribución y ecología
El nombre alternativo "Mirasol sudamericano" no es del todo correcto, ya que el ave habita zonas tan meridionales como el sur de México. Su rango abarca desde la costa atlántica del sur de México hasta el norte de Argentina, y se han registrado avistajes en Guatemala y Honduras. Suele preferir las zonas de baja altitud, aunque se han visto en la Cordillera Oriental de Colombia, a más de 2600 m sobre el nivel del mar.
Puede encontrársela en zonas cercanas a fuentes de agua dulce, incluyendo lechos de juncos densos, costas de lagos, zonas inundadas de vegetación espesa, pantanos y campos crecidos.
El mirasol grande es un ave nocturna. Aunque suelen ser solitarias, pueden reunirse en grupos de pocos individuos para facilitar la búsqueda de alimento. Cuando se asustan, tienden a paralizarse con el cuerpo bajo y la cabeza alzada sólo lo suficiente como para poder ver. Ya que existen varios individuos en un rango muy amplio, no se la considera un ave en peligro de extinción por el IUCN.

### Alimentación
Su dieta es variada, y consiste de peces, reptiles, anfibios, artrópodos y pequeños mamíferos (incluyendo ejemplares jóvenes del Callithrix jacchus). Atrapa a sus presas entre la vegetación, por lo general espesa, donde anida. Es un cazador paciente, ya que puede pasar largos períodos de tiempo inmóvil, esperando que las presas aparezcan por sí mismas.

### Reproducción
Al igual que el resto de los Botaurinae (pero a diferencia de la mayoría de las garzas), el mirasol grande anida independientemente de los otros individuos de su especie. Construye sus nidos, en forma de copa, con material obtenido de las plantas, entre vegetación gruesa cerca de la superficie del agua. La hembra deposita entre dos y tres huevos de color verde amarronado, y se cree que hace toda la incubación ella sola. Se reproducen casi únicamente durante la estación húmeda.